# Uniforme de la selección femenina de fútbol de Panamá

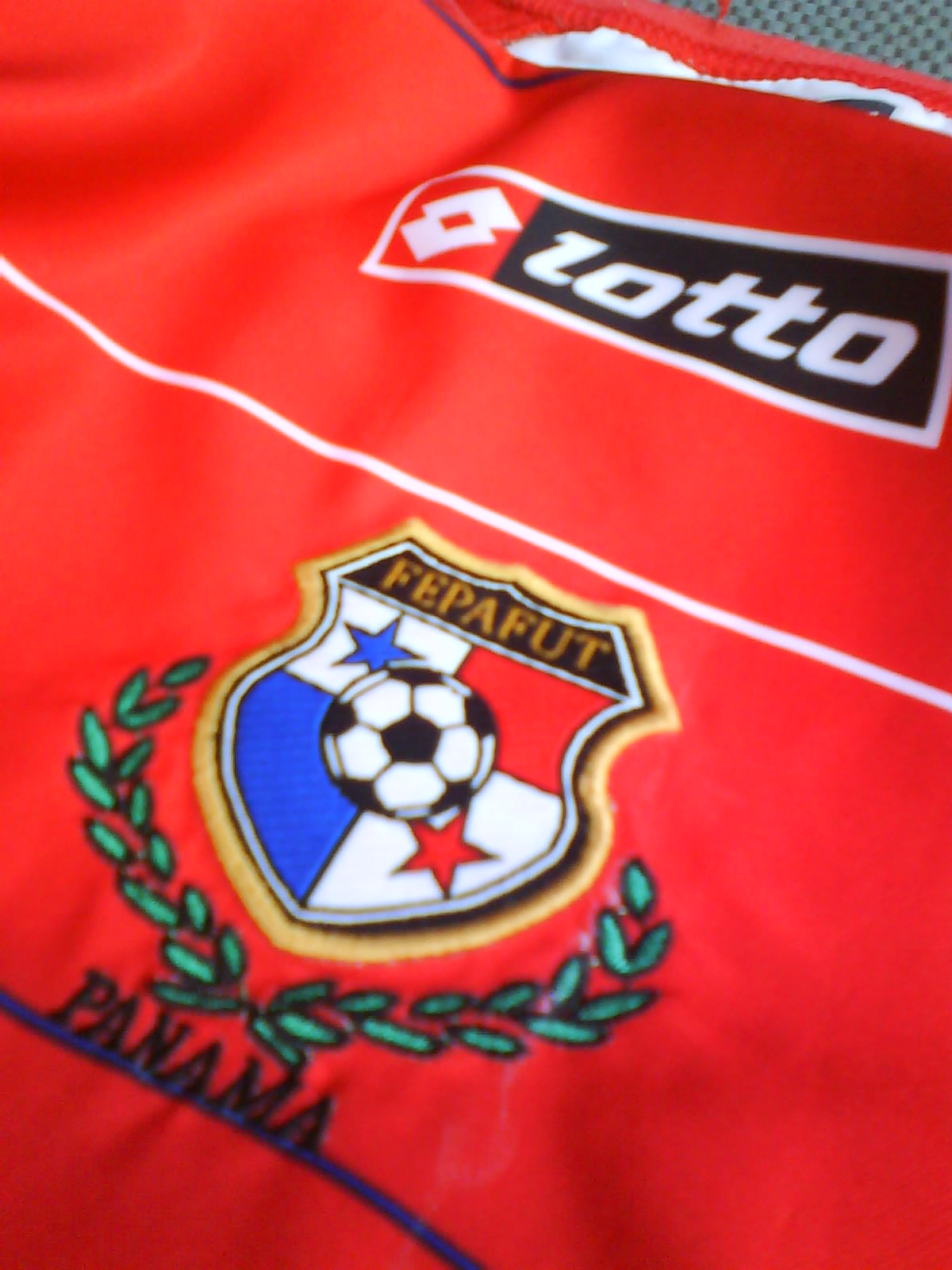
Camiseta de la Selección de Panamá del 2005.

La selección femenina de fútbol de Panamá es una de los pocos combinados que nunca ha modificado los colores principales de su camiseta. Desde su temprana creación en 1999, ha vestido siempre con el color rojo como tono principal y mayoritario. No así en el resto del uniforme, que ha variado entre el blanco y un azul marino, en el caso del calzón, siendo este último el más utilizado a lo largo de la historia panameña, a los que habría que añadir a los ya citados también el rojo y el negro en el caso de las medias.

## Actualidad
| Titular         | Alternativo      |
| Primer Uniforme | Segundo Uniforme |

## Uniforme titular
| 2004 | 2005-2006 | 2007-2008 | 2009-2010 | 2011-2012 | 2012-2014 | 2014−2015 | 2015-2016 | 2016−2017 |

| 2018-2019 | 2019-2021 | 2021-2022 | 2023-2024 | 2024 - presente |

## Uniforme alternativo
| 2005-2006 | 2007-2008 | 2009-2010 | 2011-2012 | 2012-2014 | 2014-2015 | 2015-2016 | 2016-2017 | 2018-2019 |

| 2021-2022 | 2023-presente | 2024-presente |

## Lista
| Logo | Proveedor   | Periodo   |
| ---- | ----------- | --------- |
|      | Kappa       | 1999-2003 |
|      | Lotto       | 2004-2014 |
|      | New Balance | 2015-2022 |
|      | Reebok      | 2023-     |

- Datos: Q115798556